# Достоевская, Мария Дмитриевна
Мари́я Дми́триевна Достое́вская, урождённая Констант, в первом браке — Исаева (11 [23] сентября 1824, Таганрог — 15 [27] апреля 1864, Москва) — первая жена Фёдора Михайловича Достоевского. Брак длился семь лет. Черты характера и отдельные эпизоды из биографии Марии Дмитриевны нашли отражение в творчестве писателя.

## Происхождение. Образование
Мария Констант имела французские корни. Её дед по отцовской линии, Франсуа Жером Амадей де Констант, переехал в Россию в 1794 году. Получив российское подданство и русское имя Степан, он поселился в Екатеринославе. Там его сын Дмитрий начал весьма успешную карьеру: по окончании местной гимназии работал в Дворянском собрании, затем служил в штабе генерала от инфантерии Ивана Инзова.
В начале 1820-х годов Дмитрий Степанович был переведён в Таганрог. Мария, младшая из его дочерей, получила первоначальное образование в Таганрогском пансионе. В 1838 году, после смерти матери, она вместе с отцом, братьями и сёстрами переехала в Астрахань, где стала воспитанницей института благородных девиц. О том, что дочери Дмитрия Константа способны произвести впечатление в свете, писала одна из астраханских газет: так, на выпускном институтском вечере они покорили публику умением музицировать и превосходным знанием поэзии. Дмитрий Степанович отличался радушием, охотно принимал гостей, среди которых был и Дюма-отец, который в 1856 году совершал поездку из Петербурга до Астрахани. Впоследствии Достоевский в одном из писем, адресованных тестю, сообщал, что Мария Дмитриевна часто с теплотой вспоминала атмосферу, царившую в их астраханском доме, а об отце всегда отзывалась «с искренней любовью».

## Первое замужество. Семипалатинск

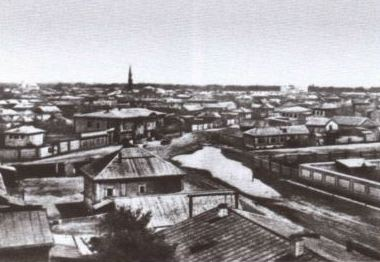
Семипалатинск. Конец 1850-х годов

Современники описывали Марию Дмитриевну как стройную, «довольно красивую» блондинку, отдельно выделяя её «страстность, экзальтированность, живость и впечатлительность». В 1846 году она вышла замуж за подчинённого своего отца — двадцатичетырёхлетнего чиновника таможенной службы Александра Ивановича Исаева; год спустя родила сына Павла (1847—1900). С 1850-х годов семья начала странствовать: сначала Мария Дмитриевна вместе с сыном отправилась вслед за мужем в Петропавловск, затем — в Семипалатинск, позже — в Кузнецк.
Достоевский, прибывший в Семипалатинск в начале весны 1854 года, познакомился с Исаевыми в доме подполковника Белихова. Писатель не застал тех времён, когда Александр Иванович имел в кругу знакомых репутацию интеллектуала с перспективной карьерой. В письме брату Фёдор Михайлович сообщал, что его новый знакомый из-за конфликтов с начальством потерял должность, «очень опустился в общем мнении»; его семья бедствует: «А между прочим, это была натура сильно развитая, добрейшая». Сочувствуя Исаеву и объясняя его склонность к алкоголизму служебными проблемами, Фёдор Михайлович в то же время признавался, что «не он привлекал меня к себе, а жена его, Марья Дмитриевна».

Эта дама, ещё молодая, 28 лет, хорошенькая, очень образованная, очень умная, добра, мила, грациозна, с превосходным, великодушным сердцем. Участь эту она перенесла гордо, безропотно, сама исправляла должность служанки, ходя за беспечным мужем, которому я, по праву дружбы, много читал наставлений, и за маленьким сыном.— Ф. М. Достоевский

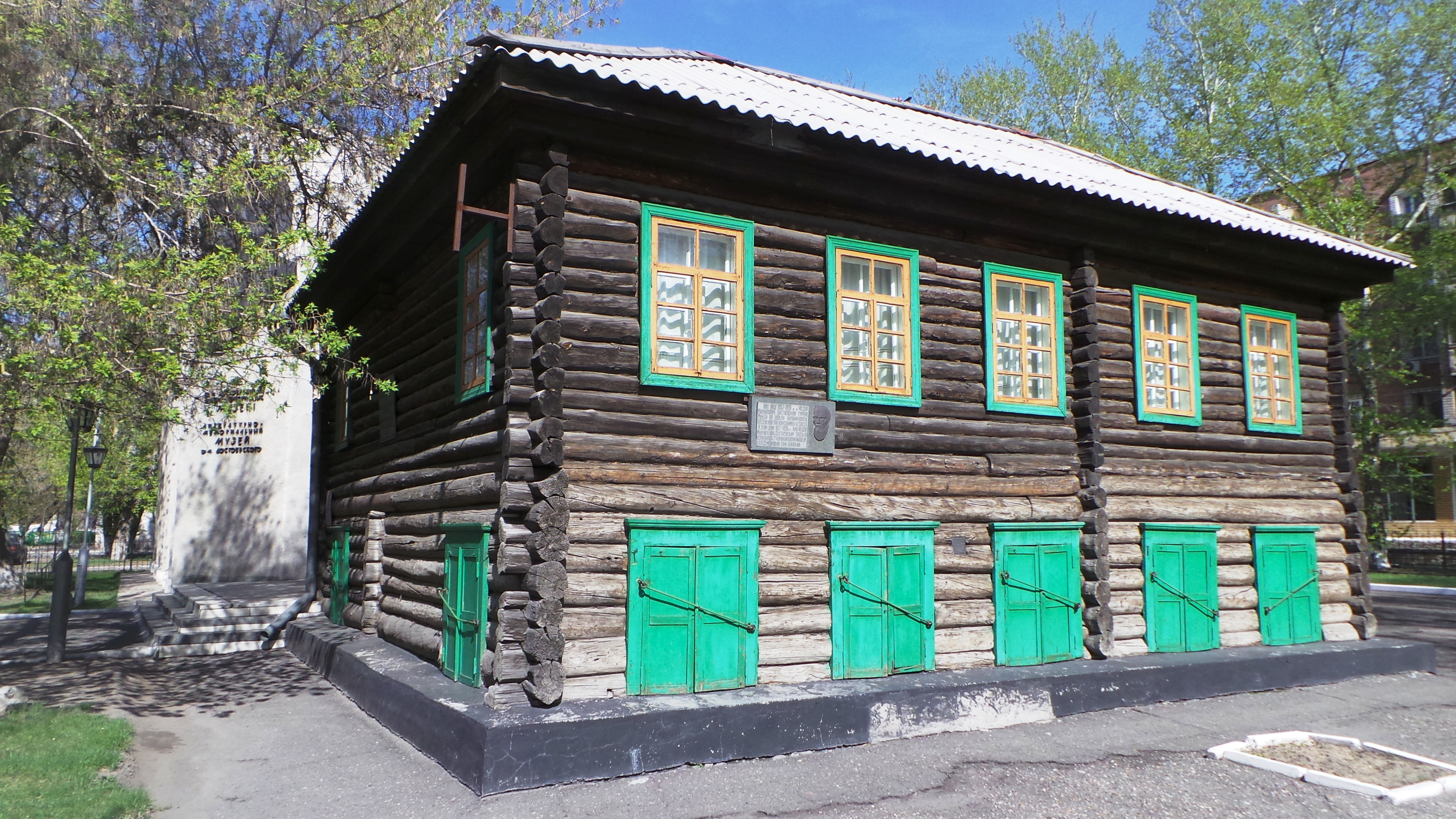
Дом Достоевского в Семипалатинске

Осенью того же 1854 года в Семипалатинск приехал новый областной прокурор Александр Егорович Врангель, написавший впоследствии воспоминания о пребывании Достоевского в Сибири. Наблюдая за развитием отношений Фёдора Михайловича и Марии Дмитриевны, Врангель отмечал, что со стороны Исаевой было больше жалости «к несчастному, забитому судьбой человеку», чем искреннего чувства, тогда как Достоевский «влюбился со всем пылом молодости».

## Переезд в Кузнецк

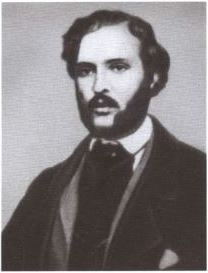
А. Е. Врангель

Весной 1855 года Исаевы переехали в Кузнецк, где Александру Ивановичу удалось устроиться в должности чиновника одного из таможенных подразделений. По свидетельству Александра Врангеля, который вместе с Достоевским провожал семью в дорогу, Фёдор Михайлович тяжело переживал расставание, а во время прощания «рыдал навзрыд, как ребёнок». Он отправлял в Кузнецк длинные письма, в которых восхищался «женским сердцем и бесконечной добротой» Марии Дмитриевны; та в ответ сообщала, что их жизнь в небольшом уездном городке складывается трудно, семья по-прежнему бедствует. В августе от Исаевой пришло известие о смерти мужа; эту новость Достоевский встретил с горечью — в письме Врангелю он признался, что «весь растерзан».
Достоевский сделал предложение Марии Дмитриевне, однако она не спешила с ответом. В тот период вдова была увлечена местным учителем Николаем Борисовичем Вергуновым, занимавшимся рисованием с её сыном Павлом и, в свою очередь, бравшим у Исаевой уроки французского языка. По воспоминаниям Врангеля, Фёдор Михайлович, читая поступавшие из Кузнецка письма, в которых рассказывалось о «высокой душе» нового знакомого Марии Дмитриевны, «терзался ревностью, жутко было смотреть на его мрачное настроение».

## Второе замужество

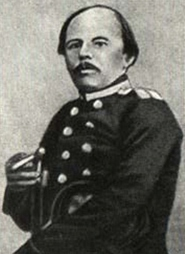
Ф. М. Достоевский. 1859

Согласие на брак с Достоевским Мария Дмитриевна дала осенью 1856 года. Фёдор Михайлович, заняв у знакомых крупную сумму денег на свадебные расходы и получив разрешение начальства на пятнадцатидневный отпуск, отправился в Кузнецк. Венчание состоялось в Одигитриевской церкви 6 февраля 1857 года; одним из свидетелей со стороны невесты был учитель Вергунов. Затем семья отправилась в Семипалатинск. Биографы Достоевского отмечали, что в пути произошло событие, потрясшее Марию Дмитриевну: в Барнауле у писателя произошёл приступ эпилепсии. Несколько позже в письме брату Фёдор Михайлович сообщил:

Доктор сказал мне, вопреки всем прежним отзывам докторов, что у меня настоящая падучая… Женясь, я совершенно верил докторам, которые уверяли, что это просто нервные припадки, которые могут пройти с переменой образа жизни. Если бы я наверное знал, что у меня настоящая падучая, я бы не женился.
Формально супружеские отношения длились семь лет, однако фактически совместное проживание было недолгим: после возвращения из Семипалатинска Достоевский и Мария Дмитриевна в основном жили отдельно — не только в разных домах, но порой и в разных городах. В свою первую заграничную поездку, состоявшуюся в 1862 году, писатель отправился без жены. Её отсутствие в качестве спутницы он объяснял необходимостью контролировать в Петербурге подросшего Павла, которому нужно было готовиться к гимназическому экзамену.

## Болезнь. Смерть
В начале 1860-х годов у Марии Дмитриевны были обнаружены симптомы туберкулёза. Достоевский перевёз жену из Петербурга во Владимир, нашёл для неё сиделок, которые ухаживали за больной. Писатель возлагал надежду на то, что перемена климата улучшит её состояние. Однако уже осенью 1863 года стало понятно, что находиться вдали от квалифицированных докторов Марии Дмитриевне нельзя. В ноябре Фёдор Михайлович организовал её переезд в Москву. По словам биографа Достоевского Людмилы Сараскиной, его письма, датированные концом зимы 1863 — началом весны 1864 года, напоминали больничные бюллетени, в которых фиксировалась история угасания тридцатидевятилетней женщины.
Мария Дмитриевна скончалась 15 апреля 1864 года в присутствии мужа и одной из своих сестёр; её сын Павел выехал из Петербурга на похороны после получения депеши, отправленной Фёдором Михайловичем. Впоследствии, рассказывая Александру Врангелю о последних днях жизни жены, писатель признался: «Она любила меня беспредельно, я любил её тоже без меры, но мы не жили с ней счастливо… Это самая честнейшая, самая благороднейшая и великодушнейшая женщина из всех, кого я знал за всю жизнь».

## Мария Дмитриевна в творчестве Достоевского. Воспоминания
По мнению исследователей, в сюжетах произведений и образах персонажей Достоевского обнаруживаются как отдельные черты Марии Дмитриевны, так и отголоски некоторых событий из её жизни. К примеру, её первый муж Александр Исаев стал одним из прототипов спившегося титулярного советника Семёна Захаровича Мармеладова — персонажа романа «Преступление и наказание». В портрете его жены Катерины Ивановны — воспитанницы института благородных девиц, танцевавшей на выпускном вечере под восхищёнными взглядами самых известных людей губернии, а впоследствии вынужденной жить «в далёком и зверском уезде» в условиях крайней нищеты, — просматриваются, по утверждению литературоведа Константина Мочульского, фрагменты биографии Марии Дмитриевны. .
Людмила Сараскина нашла своеобразную перекличку между реальной любовной историей (Мария Дмитриевна, учитель Вергунов, Достоевский) и одной из сюжетных линий романа «Униженные и оскорблённые». Душевные качества первой жены Фёдора Михайловича присутствуют в образе героини этого романа Наташи Ихменёвой, а также персонажа повести «Дядюшкин сон» Зинаиды Москалёвой.
Современники оставили немало воспоминаний о Марии Дмитриевне. Так, географ Пётр Семёнов-Тян-Шанский, встречавшийся с Достоевским в Сибири, отзывался о его жене как о «самой образованной и интеллигентной из дам семипалатинского общества». Учёный Чокан Валиханов, относившийся к числу добрых знакомых писателя, отмечал в Марии Дмитриевне «обаяние, ум и доброту». Вторая жена Достоевского, Анна Григорьевна, писала, что в её присутствии Фёдор Михайлович лишь однажды рассказал историю своего первого брака:

Вспоминал про каторгу и о том, сколько он выстрадал за четыре года пребывания в ней. Говорил о своих мечтах найти в браке своём с Марией Дмитриевной столь желанное семейное счастье, которое, увы, не осуществилось: детей от Марии Дмитриевны он не имел, а её странный, мнительный и болезненно-фантастический характер был причиною того, что он был с нею очень несчастлив.— А. Г. Достоевская

## Экранизация
Биографический фильм "Достоевский" (2010г. Режиссер Владимир Хотиненко, Сценарий Эдуарда Володарского ),  роль первой супруги сыграла Чулпан Хаматова.